# Palais des États
Le Palais des États (Säätytalo en finnois, Ständerhuset en suédois) est un bâtiment historique à  Helsinki, Finlande. Situé dans le centre-ville, à proximité de la place du Sénat et faisant face à la Banque de Finlande. 

## Histoire
Construit de 1888 à 1890 par l'architecte finlandais Carl Gustaf Nyström et inauguré en 1891, ce bâtiment néo-renaissance devait héberger les trois chambres de la Société d'Ancien Régime (Clergé, bourgeoisie, Propriétaires agricoles). La réforme parlementaire de 1906 supprime ces institutions et les remplace par le Parlement monocaméral finlandais, qui siège dans le Palais des États à partir de 1907. Le bâtiment abrite alors également la librairie du parlement, mais il est trop exigu pour les 200 membres du parlement, qui déménagent donc en 1931 dans le palais de la Diète nationale nouvellement construit,.

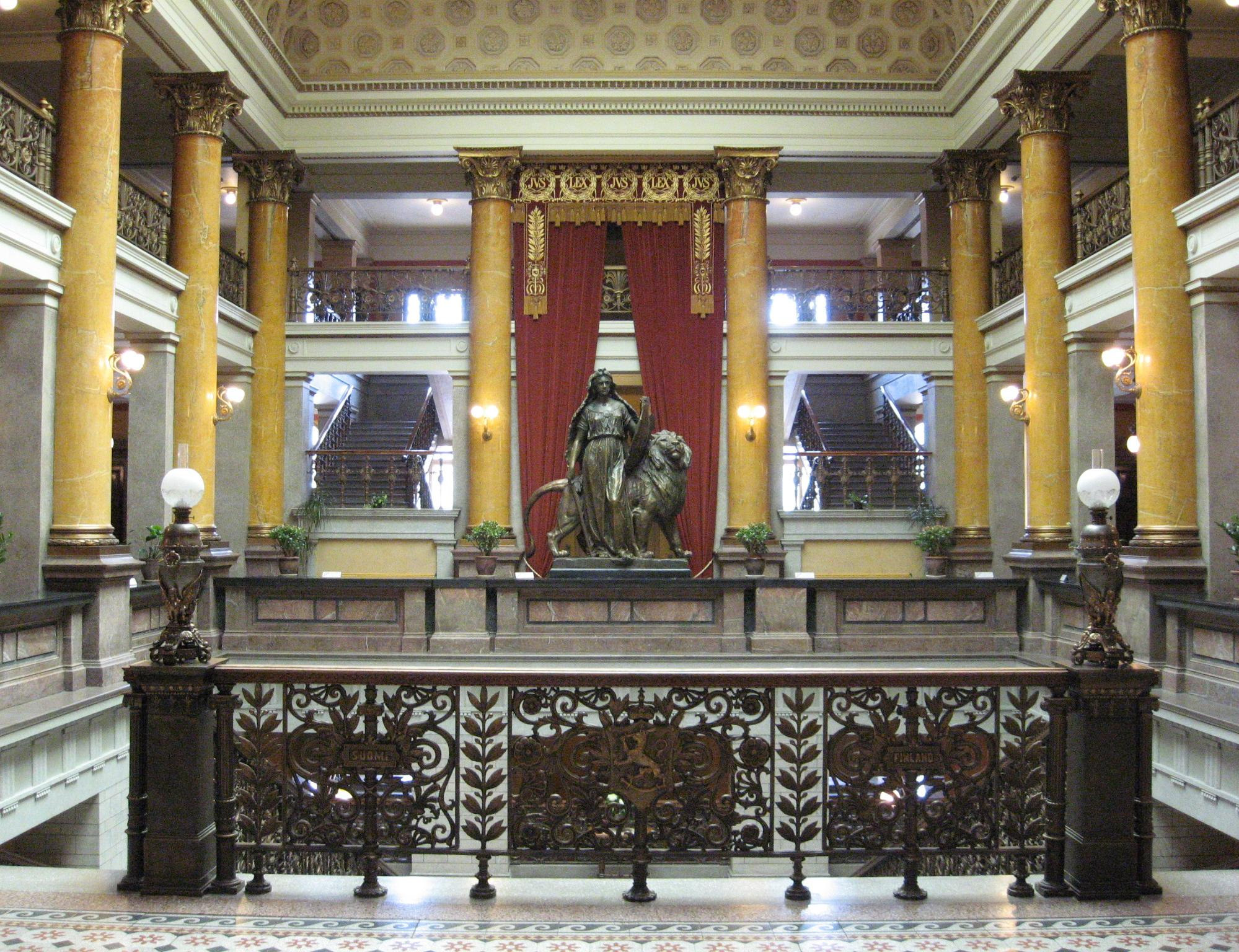
Le Hall d'entrée et la Statue de la Loi

Le bâtiment appartient depuis 1978 au secrétariat du Premier ministre et a fait l'objet de rénovations entre 1988 et 1993. Les meubles et décorations encore en état ont été également rénovés et réutilisés.
Aujourd'hui, le Palais des États abrite des réceptions et des réunions organisées par le gouvernement de Finlande et ses agences,. 